# رود هنگول
رود هنگول (به انگلیسی: Hingol River) یک رود در جنوب‌غربی پاکستان است که در منطقه مکران در ناحیه گوادر ایالت بلوچستان واقع شده‌است.
رود هنگول با طول ۵۶۰ کیلومتر طولانی‌ترین رود بلوچستان است. این رود و دره آن در پارک ملی هنگول قرار دارد و تحت حفاظت است.